# Qiandao-See
Der Qiandao-See (chinesisch 千島湖 – „See der tausend Inseln“) ist ein Stausee im Kreis Chun’an, Provinz Zhejiang, Volksrepublik China.
Der See hat eine Wasseroberfläche von 573 km² und nimmt 17,8 km³ Wasser auf. Die durchschnittliche Tiefe ist 34 m. 1078 größere Inseln sind im See verteilt. Die Ufer sind sehr unregelmäßig.(Abb.) Die Wassertemperatur beträgt konstant 25 °C.
Der Staudamm hat eine Höhe von 105 m und eine Länge von 466,5 m, das Wasserkraftwerk hat eine installierte Leistung von 845 MW. Der Zufluss erfolgt vom Xin'an Jiang, einem Oberlauf des Qiantang-Flusses. Am Seeufer, in Qiandaohu, befindet sich die Brauerei Hangzhou Qiandaohu Beer Co., Ltd., die ihr Brauwasser aus dem See bezieht.

## Geschichte

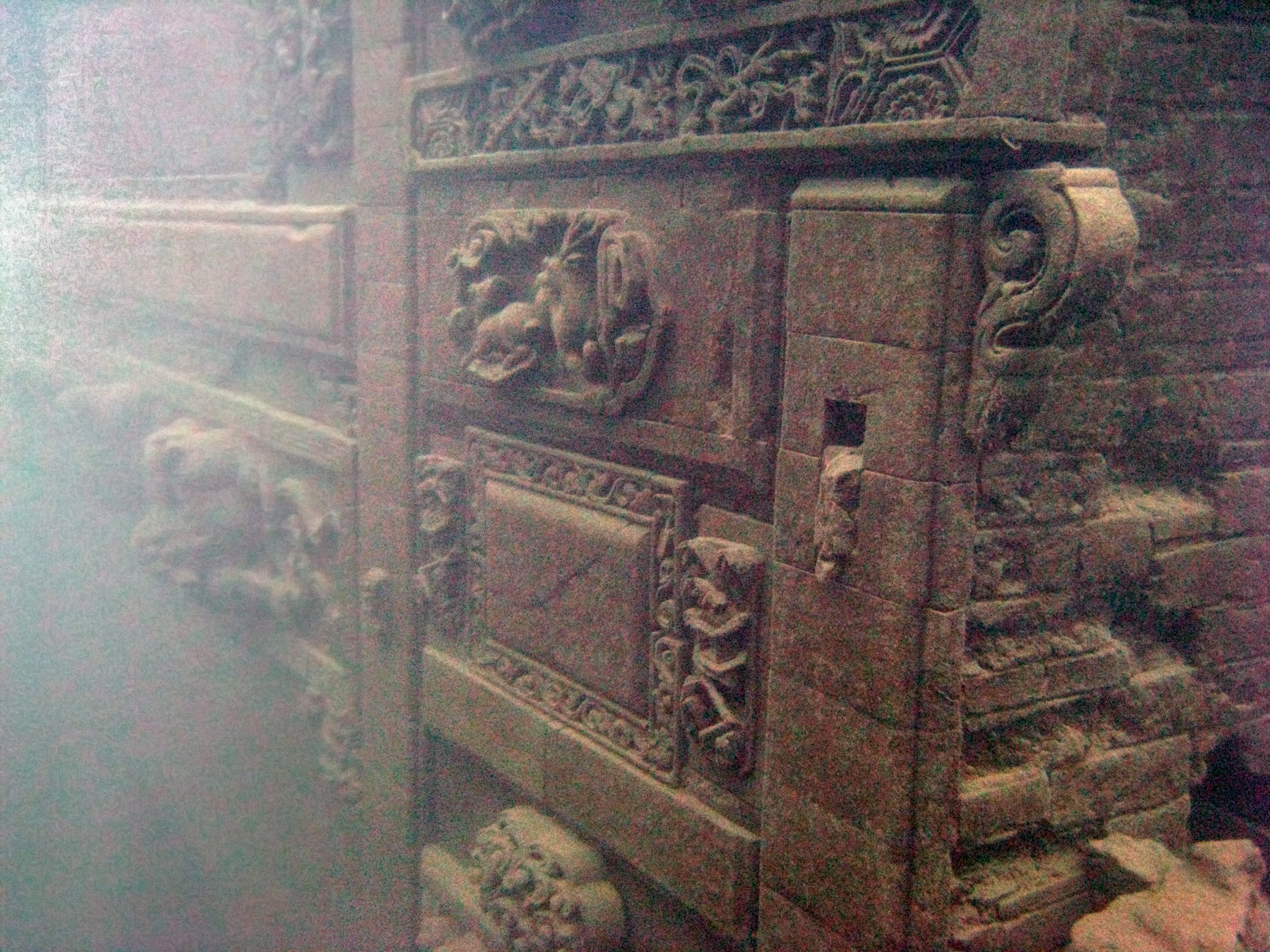
Shi Cheng heute

Der See wurde im  September 1959 geflutet, um das Wasserkraftwerk Xin'an zu betreiben. Am Fuße des Berges Wu Shi befindet sich die im Jahre 208 gegründete Stadt Shi Cheng ("Löwenstadt") aus der Zeit der Östlichen Han-Dynastie (25 – 220 n. Chr.). Shi Cheng befindet sich heute in einer Tiefe von 26 bis 40 Metern.
Die antike Stadt ist gut erhalten, unter anderem stehen noch viele Wohnhäuser, drei Stadttore und zum großen Teil die Stadtmauer.